# Риверина (избирательный округ)
Избирательный округ Риверина (англ. Division of Riverina) — австралийский избирательный округ Палаты представителей в штате Новый Южный Уэльс.

## История
Избирательный округ Риверина был провозглашён в 1900 году и был одним из первоначальных 65 округов, которые были представлены на первых парламентских выборах, хотя он был упразднён между 1984 и 1993 годами, поэтому не был представлен на всех парламентских выборах. Избирательный округ был назван в честь региона Риверина, в котором он расположен, хотя его современные границы не совсем совпадают с границами региона Риверина. Округ охватывает преимущественно сельскохозяйственную, сельскую территорию с большим количеством небольших городов.
В ходе перераспределения 1984 года избирательный округ Риверина был упразднён и заменён на Риверина-Дарлинг, но в ходе перераспределения 1993 года он был создан заново.
С момента воссоздания в 1993 году округ Риверина является «безопасным местом» для Национальной парти. В своём первом воплощении округ склонялся в сторону предшественника Национальных сил, аграрной (кантри)-партии, на протяжении большей части своей истории, но иногда доставался лейбористам во время выборов. Округ был довольно маргинальным на протяжении большей части 1970-х и начала 1980-х годов, когда в него входили пролейбористские шахтёрские города Брокен-Хилл и Кобар, которые сейчас переданы округам Фаррер и Паркес.
Избирательный округ Риверина расположен на юго-западе Нового Южного Уэльса, в целом следуя вдоль долины реки Маррамбиджи. В него входят крупные города Уогга-Уогга и Гриффит, а также города Каура, Форбс, Джуни, Кутамундра, Темора, Вест-Вайалонг, Янг, Тьюмут и Гандагай. По всей длине округа проходит шоссе Стёрта, и он содержит большой участок шоссе Ньюэлл.
В избирательном округе Риверина также находится крупный город Паркес, который носит то же название, что и граничащий с ним избирательный округ Паркес.
Место депутата от округа Риверина в Палате представителей ранее занимал Эл Грассби, министр по делам иммиграции в правительстве Уитламаc. Нынешним депутатом от Риверины после парламентских выборов 2010 года является Майкл Маккормак, бывший заместитель премьер-министра и лидер Национальной партии Австралии.

## Члены парламента
| Первое воплощение (1901—1984) | Первое воплощение (1901—1984) | Первое воплощение (1901—1984) | Первое воплощение (1901—1984)     | Первое воплощение (1901—1984)      | Первое воплощение (1901—1984)                                                                                                   |
|                               | Фотография                    | Член парламента               | Партия                            | Срок                               | Примечания |
| ----------------------------- | ----------------------------- | ----------------------------- | --------------------------------- | ---------------------------------- | --- |
|                               |                               | Джон Чантер (1845—1931)       | Протекционистская                 | 29 марта 1901 – 16 декабря 1903    | Ранее занимал место в Законодательной ассамблее Нового Южного Уэльса от Дениликвина. Проигранное место.                         |
|                               |                               | Роберт Блэквуд (1861—1940)    | Партия свободной торговли         | 16 декабря 1903 – 13 апреля 1904   | Результаты выборов 1903 года признаны недействительными. Потерял место на последующих дополнительных выборах.                   |
|                               |                               | Джон Чантер (1845—1931)       | Протекционистская                 | 18 мая 1904 – 26 мая 1909          | Проигранное место. |
|                               | Лейбористская                 | Джон Чантер (1845—1931)       | 26 мая 1909 – 31 мая 1913         |                                    | Проигранное место. |
|                               |                               | Франк Фалькинер (1867—1929)   | Либеральное содружество           | 31 мая 1913 – 5 сентября 1914      | Проигранное место. Позже был избран в дивизион Риверина в 1917 году.                                                            |
|                               |                               | Джон Чантер (1845—1931)       | Лейбористская                     | 5 сентября 1914 – 14 ноября 1916   | Проигранное место. |
|                               | Национальная лейбористская    | Джон Чантер (1845—1931)       | 14 ноября 1916 – 17 февраля 1917  |                                    | Проигранное место. |
|                               | Националистическая            | Джон Чантер (1845—1931)       | 17 февраля 1917 – 16 декабря 1922 |                                    | Проигранное место. |
|                               |                               | Уильям Киллен (1860—1939)     | Кантри (аграрная)                 | 16 декабря 1922 – 27 ноября 1931   | В отставке. |
|                               |                               | Хорас Нок (1879—1958)         | Кантри (аграрная)                 | 19 декабря 1931 – 21 сентября 1940 | Проигранное место. |
|                               |                               | Джо Лэнгтри (1880—1951)       | Лейбористская                     | 21 сентября 1940 – 10 декабря 1949 | Проигранное место. |
|                               |                               | Хью Робертон (1900—1987)      | Кантри (аграрная)                 | 10 декабря 1949 – 21 января 1965   | Работал министром при Мензисе. Ушёл в отставку, чтобы стать послом Австралии в Ирландии.                                        |
|                               |                               | Билл Армстронг (1909—1982)    | Кантри (аграрная)                 | 27 февраля 1965 – 25 октября 1969  | Проигранное место. |
|                               |                               | Эл Грассби (1926—2005)        | Лейбористская                     | 25 октября 1969 – 18 мая 1974      | Занимал пост министра при Уитламе. Проигранное место.                                                                           |
|                               |                               | Джон Салливан (1929–)         | Кантри (аграрная)                 | 18 мая 1974 – 2 мая 1975           | Проигранное место. Позже был избран в Законодательное собрание Нового Южного Уэльса от избирательного округа Стёрт в 1981 году. |
|                               | Национальная аграрная         | Джон Салливан (1929–)         | 2 мая 1975 – 10 декабря 1977      |                                    | Проигранное место. Позже был избран в Законодательное собрание Нового Южного Уэльса от избирательного округа Стёрт в 1981 году. |
|                               |                               | Джон Фицпатрик (1915—1997)    | Лейбористская                     | 10 декабря 1977 – 19 сентября 1980 | Ранее был депутатом от избирательного округа Дарлинг. В отставке.                                                               |
|                               |                               | Ноэль Хикс (1940–)            | Национальная аграрная             | 18 октября 1980 – 16 октября 1982  | Переведён в депутаты от избирательного округа Риверина-Дарлинг после упразднения округа Риверина в 1984 году.                   |
|                               | Национальная                  | Ноэль Хикс (1940–)            | 16 октября 1982 – 1 декабря 1984  |                                    | Переведён в депутаты от избирательного округа Риверина-Дарлинг после упразднения округа Риверина в 1984 году.                   |

| Второе воплощение (1993 — настоящее время) | Второе воплощение (1993 — настоящее время) | Второе воплощение (1993 — настоящее время) | Второе воплощение (1993 — настоящее время) | Второе воплощение (1993 — настоящее время) | Второе воплощение (1993 — настоящее время)                                                        |
|                                            | Фотография                                 | Член парламента                            | Партия                                     | Срок                                       | Примечания                                                                                        |
| ------------------------------------------ | ------------------------------------------ | ------------------------------------------ | ------------------------------------------ | ------------------------------------------ | ------------------------------------------------------------------------------------------------- |
|                                            |                                            | Ноэль Хикс (1940—)                         | Национальная                               | 13 марта 1993 – 31 августа 1998            | Ранее был депутатом от избирательного округа Риверина-Дарлинг. В отставке.                        |
|                                            |                                            | Кей Халл (1954—)                           | Национальная                               | 3 октября 1998 – 19 июля 2010              | В отставке.                                                                                       |
|                                            |                                            | Майкл Маккормак (1964–)                    | Национальная                               | 21 августа 2010 – н.в.                     | Занимал должности министра и заместителя премьер-министра при Тернбулле и Моррисоне. Действующий. |

## Результаты выборов
| Парламентские выборы в Австралии (2022): Риверина | Парламентские выборы в Австралии (2022): Риверина | Парламентские выборы в Австралии (2022): Риверина | Парламентские выборы в Австралии (2022): Риверина | Парламентские выборы в Австралии (2022): Риверина | Парламентские выборы в Австралии (2022): Риверина |
| Партия                                            | Партия                                            | Кандидат                                          | Голоса                                            | %                                                 | ±%                                                |
| ------------------------------------------------- | ------------------------------------------------- | ------------------------------------------------- | ------------------------------------------------- | ------------------------------------------------- | ------------------------------------------------- |
|                                                   | Национальная                                      | Майкл Маккормак                                   | 46 951                                            | 46,57                                             | ▼13,36                                            |
|                                                   | Лейбористская                                     | Марк Джеффресон                                   | 20 193                                            | 20,47                                             | ▼2,69                                             |
|                                                   | Одна нация                                        | Ричард Орчард                                     | 8 042                                             | 8,15                                              | ▲8,15                                             |
|                                                   | Либерально-демократическая                        | Дин МакКрэй                                       | 6 593                                             | 6,65                                              | ▲6,65                                             |
|                                                   | Зелёные                                           | Майкл Орган                                       | 6 349                                             | 6,43                                              | ▲0,23                                             |
|                                                   | Охотников, рыболовов и фермеров                   | Стив Карайтиана                                   | 6 280                                             | 6,37                                              | ▲6,37                                             |
|                                                   | Независимый кандидат                              | Даррен Чаварелла                                  | 2 701                                             | 2,74                                              | ▲2,74                                             |
|                                                   | Объединённая партия                               | Дэниел Мартелоццо                                 | 2 585                                             | 2,62                                              | ▼8,09                                             |
| Большинство                                       | Большинство                                       | Большинство                                       | 98 664                                            | 92,68                                             | ▼2,16                                             |
| Явка                                              | Явка                                              | Явка                                              | 106 458                                           | 91,75                                             | ▼1,64                                             |
| Двухпартийное голосование                         |                                                   |                                                   |                                                   |                                                   |                                                   |
|                                                   | Национальная                                      | Майкл Маккормак                                   | 63 979                                            | 64,85                                             | ▼4,63                                             |
|                                                   | Лейбористская                                     | Марк Джеффресон                                   | 34 685                                            | 35,15                                             | ▲4,63                                             |
|                                                   | Национальная (удержание)                          | Национальная (удержание)                          | Свинг                                             | ▼4,63                                             |                                                   |

| Графики недоступны из-за технических проблем. См. информацию на Фабрикаторе и на mediawiki.org.               | Графики недоступны из-за технических проблем. См. информацию на Фабрикаторе и на mediawiki.org. |
| Результаты первичного голосования в Риверине (второе воплощение) (партии, не набравшие 5% голосов, пропущены) | Результаты двухпартийного голосования в Риверине (второе воплощение)                            |

 Национальная
 Лейбористская
 Либеральная
 Зелёные
 Одна нация
 Палмер Юнайтед/Партия единой Австралии
 Независимые